# 罗夫尚·巴伊拉莫夫
罗夫尚·巴伊拉莫夫（1987年7月5日—）生于巴库，是一名阿塞拜疆男子摔跤运动员。他曾参加2008年、2012年和2016年三届奥运，其中在前两届奥运都获得银牌，2016年里约奥运则获得第五名。